# Arne Hoel
Arne Hoel, né le 5 avril 1927 et décédé le 10 septembre 2006, est un sauteur à ski norvégien.

## Biographie
Né dans un village dans la périphérie de Drammen, il rejoint le club de Lyn à Oslo.
Aux Jeux olympiques d'Oslo en 1952, il prend la sixième place. Quatre ans plus tard, il se classe onzième à Cortina d'Ampezzo.  
Ses plus grands succès interviennent au Festival de ski de Holmenkollen, qu'il remporte trois fois en saut en 1948, 1951 et 1959. En 1947, il a obtenu son premier succès aux Jeux du ski de Suède. Il est ainsi gagnant de la Médaille Holmenkollen en 1956, année où il remporte le titre national de saut à ski.
Sur la Tournée des quatre tremplins 1958-1959, il se classe troisième final, même si son meilleur résultat sur un concours est sixième à Innsbruck.

## Palmarès

### Jeux olympiques
| Épreuve / Édition | Oslo 1952 | Cortina d'Ampezzo 1956 |
| Individuel        | 6e        | 11e                    |